# Derby della Capitale

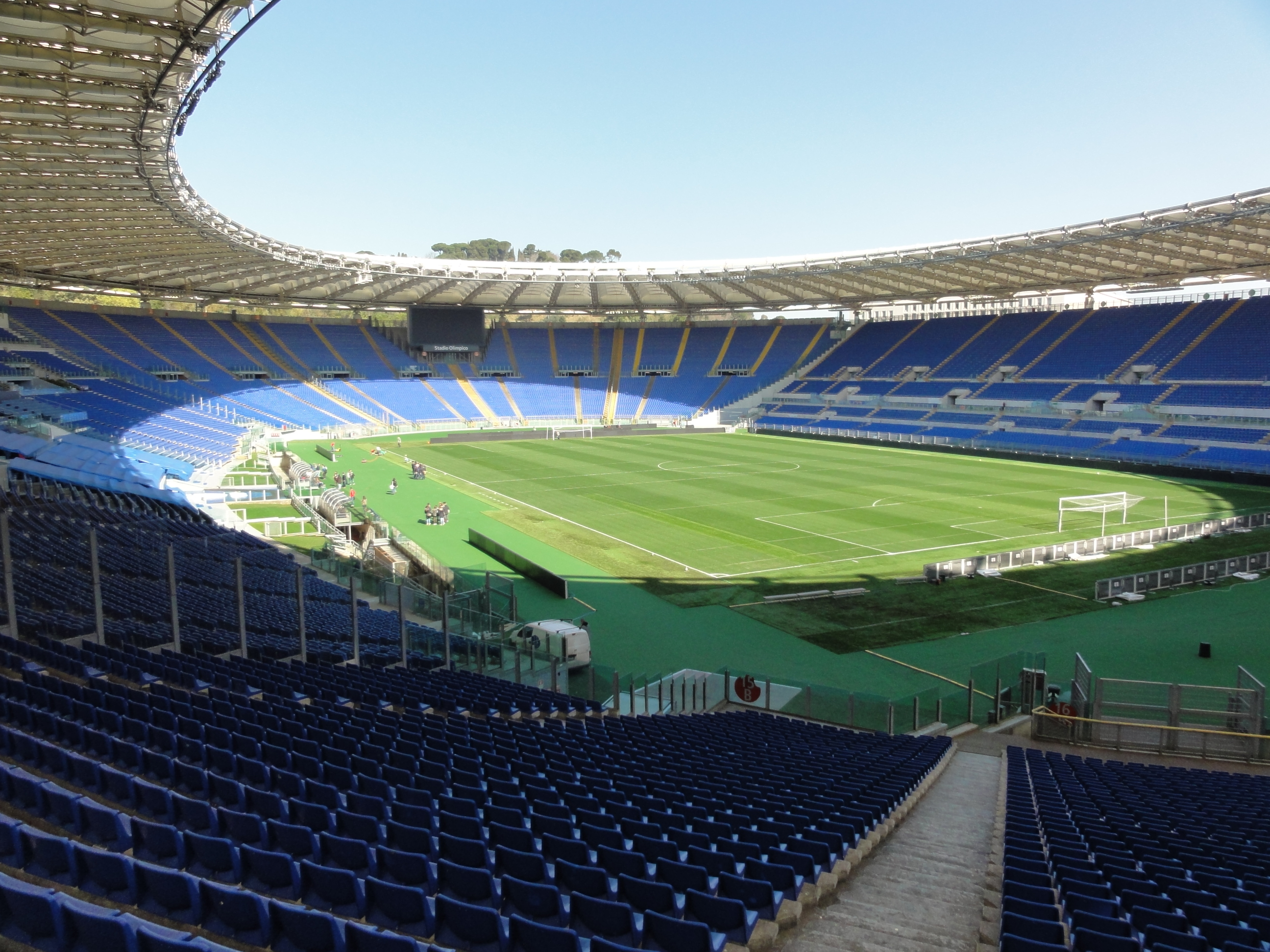
Stadio Olimpico, Spielstätte beider Klubs

Als Derby della Capitale (deutsch Hauptstadt-Derby) wird in der italienischen Landessprache das Römer Stadtderby zwischen den Herrenprofimannschaften der AS Rom (AS Roma) und Lazio Rom (S.S. Lazio) bezeichnet. Die Rivalität zwischen den Vereinen zeigt sich besonders unter den Fans, die vor allem um die Repräsentanz der Stadt im Land und lokales Ansehen streiten.
Des Weiteren ist es auch als Derby di Roma, Derby Capitolino oder Derby del Cupolone (in Anlehnung an die Kuppel des Petersdoms) bekannt. Im deutschsprachigen Raum ist die Bezeichnung Römer Derby verbreitet. Das Derby wird jährlich in 170 Ländern übertragen und wurde insbesondere in den 1990er Jahren weltweit populär, als italienische Teams insgesamt international sehr erfolgreich waren und dabei beide römischen Mannschaften zwar keine Titel in der Serie A gewannen, aber vorne mitspielten, Pokalsiege erreichten und jeweils das Finale des UEFA-Cups. Lazio gewann zudem den Europapokal der Pokalsieger 1998/99 und den UEFA Super Cup.

## Geschichte

### Unterschiedliche Vereinsgrundlagen
Die Gründungszeit der S.S. (Società Sportiva) Lazio Rom ist eng mit der Entwicklung des Königreichs Italiens verbunden, der Stadt Rom und der Entwicklung des Fußballsports in Italien.
Nördlich der Engelsburg und damit außerhalb der Aurelianischen Mauer lag eine römische Kasernenanlage und viele Angehörige des Staats lebten hier. Auf dem Piazza della Libertà, geographisch Teil des späteren „Rione“ Prati, wurde der Verein 1900 von neun Römern gegründet. Anregung waren auch die Olympischen Sommerspiele 1896 in Athen. Aus den Farben der griechischen Flagge leiten sich auch die Vereinsfarben Weiß und Himmelblau (Biancocelesti) ab. Der Reichsadler der Römischen Legionen diente als Wappen. Im Jahr 1903 setzte König Viktor Emanuel III. als Ministerpräsident Giovanni Giolitti ein und prägte damit eine Ära, in der eine breite Arbeiterschaft entstand und die Industrialisierung betrieben wurde. Die Stadt Rom wurde umgebaut und erweitert. 1910 wurde die Fußballabteilung offiziell, doch bereits vorher gab es dokumentierte Spiele. Es folgte der Italienisch-Türkische Krieg. 1911 wurde der Stadtteil Flaminio als erster der fünfzehn Stadtteile Roms geboren (1921 begründet) und dort das Spielfeld in der Villa Borghese (Piazza di Siena) gebaut, was nun innerhalb der bürgerlichen Stadtgrenzen und nicht mehr in den außerhalb gelegenen Piazza d’Armi (Truppenübungsplätze) lag. Der Stadtteil wurde ab 1905 von der Società Automobili Roma urbanisiert und zwischen Tiber und den Hügeln des Monte Parioli befand sich eine Industriesiedlung. Das „Quartier“ Parioli wurde zum Villenviertel mit Panoramareitweg, an dessen Hügeln vorher große Anwesen der vorstädtischen Bauern standen und Stadt vom Ager Romanus trennten. Flaminio wurde zum kulturellen Zentrum für Sport und Freizeit.
Präfekt Angelo Annaratone vertrieb das Team 1913, nachdem das Gefährt seiner Gattin mit einem von Fernando Saraceni geschossenen Fußball auf der Pferdebahn getroffen wurde. Man spielte kurze Zeit auf einem Gelände in Farnesina. 1913 und 1914 kam man in das Entscheidungsfinalspiel Italiens, verlor beide Spiele aber jeweils deutlich gegen norditalienische Teams und wurde Vize. 1914 baute Lazio auf seinem Spielfeld in Flaminio das Stadio della Rondinella und eröffnete dieses.
Der Erste Weltkrieg sorgte für den Umbau des Industriegeländes hin zur Königlichen Waffenfabrik mit Kasernen und Werkstätten und prägten dessen Architektonik. Die Hügel erhielten 1922 zudem eine Sonderbebauungsgenehmigung der Italienischen Faschisten für viergeschossige Straßenhäuser, mit neunzehn Meter Höhe und ohne Gartenfläche, wo die Hierarchen lebten. Das Generalkommando der Miliz, die Kaserne der Carabinieri und die Quisisana-Klinik waren Teile der Nachbarschaft und viele Adlige, die mit den Savoyen nach Rom kamen.
Die Anfänge der AS (Associazione Sportiva) Rom liegen im Jahr 1927. Im Zuge der italienischen Vereinheitlichungspolitik von Benito Mussolini sollte die Hauptstadt einen konkurrenzfähigen, einheitlichen Sportverein bekommen, um die Dominanz der norditalienischen Vereine wie dem CFC Genua, Inter und AC Mailand, Juventus Turin oder der Pro Vercelli zu brechen. Zu dieser Zeit gab es acht Fußballvereine in Rom, die in der ersten regionalen Liga vertreten waren. Um die Kräfte zu bündeln, schlug Italo Foschi, damaliger Präsident von Fortitudo Roma und römischer Repräsentant der Partito Nazionale Fascista, die Zusammenlegung mehrerer Vereine vor. So sollte der Meistertitel in die Hauptstadt geholt werden. Zusammen mit Ulisse Igliori (Mitglied der Direktion der PNF und Präsident der SS Alba) wurde das Vorhaben getrieben. Es fusionierten die SS Alba und Audace Roma zur SS Alba-Audace Roma und Fortitudo Roma und SS Pro Roma zur Fortitudo-Pro Roma SGS Am 22. Juli 1927 fusionierten diese beiden Vereine und der FC Rom (Roman) zur AS Rom. Die Vereinsfarben Gelb und Rot (Giallorossi) wurden von Roman übernommen und basieren auf dem Wappen und Insignien Roms, die auf dem Kapitol basieren. (S.P.Q.R.) Fortan betonte man die Römische Tradition und Symbolik. Das Wappen kam von Fortidudo-Pro Roma und wurde neu eingefärbt. Zuvor scheiterte eine Fusion noch am Kapital. Auch Lazio sollte in dem neuen Verein aufgehen, dies verhinderte letztendlich die vehemente Gegenwehr des faschistischen Generals Giorgio Vaccaro und begründete damit eine Rivalität zwischen Lazio und AS Rom. Er war Klubmitglied und später Präsident des italienischen Fußballverbandes FIGC (1933 bis 1942).
Die im AS aufgegangenen Vereine FC Rom und SS Alba hatten wie der Konkurrent Lazio ihre Wurzeln im Sportlerviertel Flaminio und teils dieselben Trainings- und Spielstätten. Die AS spielte eigentlich im Quartier Tuscolano im Motovelodromo Appio und baute sich ein eigenes Stadion im Rione Testaccio, dem Campo Testaccio, was bereits 1929 fertig war.

### Beginn der Derbyzeit
Am 8. Dezember 1929 gab es das erste Aufeinandertreffen beider Vereine im ersten Lokalderby der höchsten Spielklasse Italiens. Die Serie A spielte nun die Meisterschaft in ganz Italien unter allen teilnehmenden Mannschaften im Jeder-gegen-jeden-Turnier aus und nicht mehr unter den regionalen Siegern. Obwohl das Spiel im Rondinella stattfand, sahen sich die Lazio-Anhänger, meist bürgerlicher Abstammung, in numerischer Unterlegenheit. Die Roma hatte auch die Fans der vorherigen und fusionierten Vereine Alba, Roman und Fortitudo. Die Giallorossi gewannen auch Popularität durch die explizite Bezugnahme auf die römische Welt, durch Namen, Symbolik und Vereinsfarben. Lazio hatte nur ein Fünftel der Anhänger und galt durch die Sonderrolle in der Stadt als der römischen Tradition fremd und entsprechend weniger sympathisch. Die AS gewann durch ein Tor von Rodolfo Volk.
Die zweite Begegnung fand im Campo Testaccio statt und endete 3:1. Nach einer frühen Führung von Lazio und drei Toren der AS gewann erneut die Roma. Am Ende der Saison 1929/30 stand Lazio vor der Relegation. Im Spiel der AS gegen Calcio Padova kam es zu einem 8:0-Sieg, auch unter der Anwesenheit vieler Lazio-Fans und dem Lazio-Vereinsmanagement sowie den Spielern. Dieser Sieg wurde gemeinsam gefeiert, da er Lazios Klassenerhalt bedeutete.
Das Hinrunden-Spiel 1930/31 fand vor Benito Mussolini im Campo Testaccio statt und endete 1:1. Am 22. Februar 1931 folgte außerhalb des Ligabetriebs ein Benefiz-Freundschaftsspiel des städtischen Sportamts im für Fußballspiele eröffneten Stadio Nazionale del PNF und endete 4:1 für die Roma, während fast zeitgleich in Mailand das Spiel der Nationalmannschaft Italiens gegen Österreich (2:1) ablief und per Radio im Stadion übertragen wurde. Beide Spiele verliefen ohne Ausschreitungen.
Lazio verließ zur Rückserie das Stadio della Rondinella und spielte ab sofort im zuvor eröffneten Stadio Nazionale del PNF, das in direkter Nachbarschaft lag. Beim 2:2 im Rückspiel Ende März 1931 kam es zu Ausschreitungen, nachdem sich eine Meinungsverschiedenheit auf dem Platz zwischen Lazio-Trainer Ferenc Molnár und Mario De Micheli ereignet hatte. Dies führte zu einer Konfrontation zwischen den Fanlagern und einer Schlägerei, die mit dem Platzsturm endete. Das Verhalten von Spielern und Fans führte zu deren Disqualifikation für jeweils einen Spieltag, das auch für jene Spieler galt, die zudem eine entsprechende Geldstrafe bekamen.
Die Roma erzielte ihrerseits im Campo Testaccio schnell Vereinserfolge, wie den zweiten Platz in 1930/31. Man gewann über diese Jahre aber keine Titel. Stattdessen prägte man sich als charakterstarkes, kämpferisches Team.
Lazio war so etwas wie der Vorbote einer organisierten Fankultur. 1932 wurde ein organisierter Verband mit hierarchischer Struktur geboren, und beim Derby vom 23. Oktober 1932 zeigte eine organisierte Gruppe namens Paranza Aquilotti eine Choreografie im Stadio del PNF.
In jenen Derbys blieben Ausschreitungen unter Zuschauern aus. Man blieb sogar in heiklen Situationen stets korrekt zueinander, wie etwa hohen Spielergebnissen, bösen Fouls oder Verletzungen wie jenen des Lazio-Spielers Armando Del Debbio. Stattdessen erhitzten sich die Gemüter außerhalb des direkten sportlichen Wettkampfs. So etwa als der Weltmeister von 1934 Attilio Ferraris erst von der AS Roma zur SS Lazio wechselte. Und dann, weil der Vertrag beinhaltete, nur unter einer Geldstrafe von 25.000 Lire in den Lokalderbys eingesetzt zu werden und dies bei beiden Spielen passierte. Die Roma-Anhänger protestierten dagegen heftig.
Erst 1937 kam es zu Auseinandersetzungen unter Spielern nach dem Abpfiff, wobei die Polizei einschritt. 1936/37 erreichte Lazio die Vizemeisterschaft und im Mitropapokal 1937 verlor man das Finale gegen Ferencváros Budapest.
Als das Campo Testaccio Ende der dreißiger Jahre baufällig wurde, zog die AS Roma ebenfalls in das Stadio Nazionale del PNF um. Mit der Saison 1940/41 wurde das alte Stadion aus Sicherheitsgründen abgerissen. Lazio blieb nur aufgrund des besseren Torverhältnisses knapp in der Liga, die AS verlor das Finale der Coppa Italia 1940/41. Darauffolgend gewann der AS die erste Meisterschaft. 1950/51 stieg die AS einmalig ab, 1952/53 gab es wieder ein Derby.

### Gemeinsames Stadion und rivalisierende Anhängerschaft

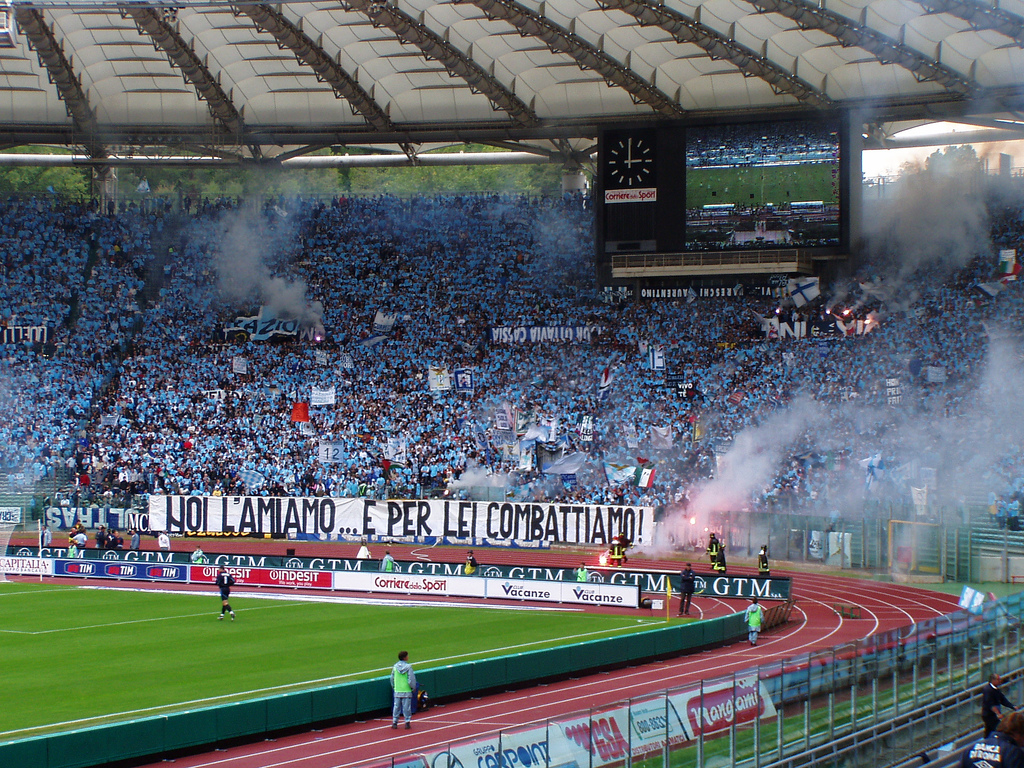
Lazio-Tifosi in der Curva Nord

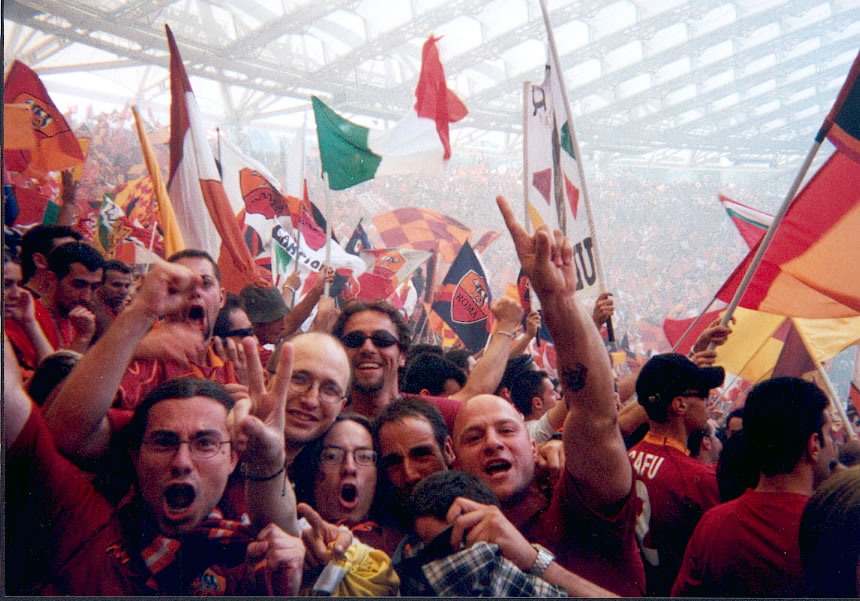
Roma-Tifosi in der Curva Sud

Nachdem der Bau des Stadio dei Centomila, das spätere Olympiastadion, 1953 abgeschlossen war, fanden die beiden Rivalen dort ihre neue Heimstätte. Die Anhänger von Lazio versammeln sich in der Curva Nord (Nordkurve), während die Roma-Fans in der Curva Sud (Südkurve) ihren Stammplatz haben.
In den 1950er Jahren wurde das Stadtviertel Parioli in der vorherigen Planung fertig und die Nachfrage nach Eigenheimen explodierte, auch wenn die Grünflächen weniger wurden. Das Villaggio Olimpico wurde für die Olympischen Sommerspiele 1960 errichtet und schloss damit das weitläufige Gebiet zwischen den Hügeln von Parioli und Flaminio, das historisch immer schon von vielen Sportanlagen belegt war wie dem Stadio Nazionale.
Der nach langer Pause wieder eingeführte Coppa Italia wurde im ganzen Jahr 1958 ausgetragen und hatte auch eine Gruppenphase mit dem der Wettbewerb im Sommer begann. Lazio gewann dort die Gruppe vor dem AS Rom, und eines der beiden Derbys. Und schlussendlich den Titel durch ein 1:0 über den AC Florenz und holte damit den ersten Pokaltitel der Stadt. Die AS gewann den Messestädte-Pokal 1960/61 und damit errang den ersten internationalen Titel der Stadt. Lazio dagegen stieg ab und schaffte zwei Jahre später den Wiederaufstieg und dreimal den Klassenerhalt, bevor man 1966/67 erneut abstieg und 1970 die Klasse nach erneutem Wiederaufstieg hielt, um 1970/71 wieder abzusteigen. Die AS holte den Coppa Italia 1968/69 und schied erst im Halbfinale des Europapokal der Pokalsieger 1969/70 aus.
Die verschiedenen Ultra-Gruppierungen sind gegen die Kommerzialisierung des Sports und viele haben auch darüber hinaus eine eindeutig politische Ausrichtung. Bei den Lazio-Ultras bekennen sich mehrere Gruppierungen offen zum Italienischen Faschismus, bei den früher eher linken Roma-Ultras gibt es seit den 1990er Jahren ebenfalls rechtsextreme Gruppierungen. Die 1972 gegründeten AS Roma Ultras entwickelten sich zu einer großen Gruppe, der sich die meisten anderen existenten Gruppierungen anschlossen. Die Ultras von Lazio betrieben seinerzeit erst langsam Vereinheitlichung, da zudem inzwischen beide Kurven des Stadions von Ultras belegt waren, was erst in der Curva Nord vereinheitlicht wurde.
Da sich die Rivalität zwischen den Vereinen insbesondere im Streit darum zeigt, wer die Hauptstadt im Land repräsentiert und wer über das höchste lokale Ansehen verfügt, veränderten sich die Anfeindungen und Konflikte auch mit der Zeit und den Veränderungen der Lebensgewohnheiten der jeweiligen Anhänger. Die Fankurve der Roma durchmischte sich innerhalb Roms kulturell, aber blieb mehrheitlich direkt aus der Stadt. Die Fankurve von Lazio blieb nicht durchmischt, aber kam verstärkt aus den städtischen Vororten. Parioli behielt seinen Charme, entwickelte sich aber zum Dienstleistungs- und Durchgangsgebiet, wodurch Pendler zu- und Einwohner abnahmen. Neben Büros entstanden auch Restaurants, Bars und Geschäfte, die einst sehr knapp waren.

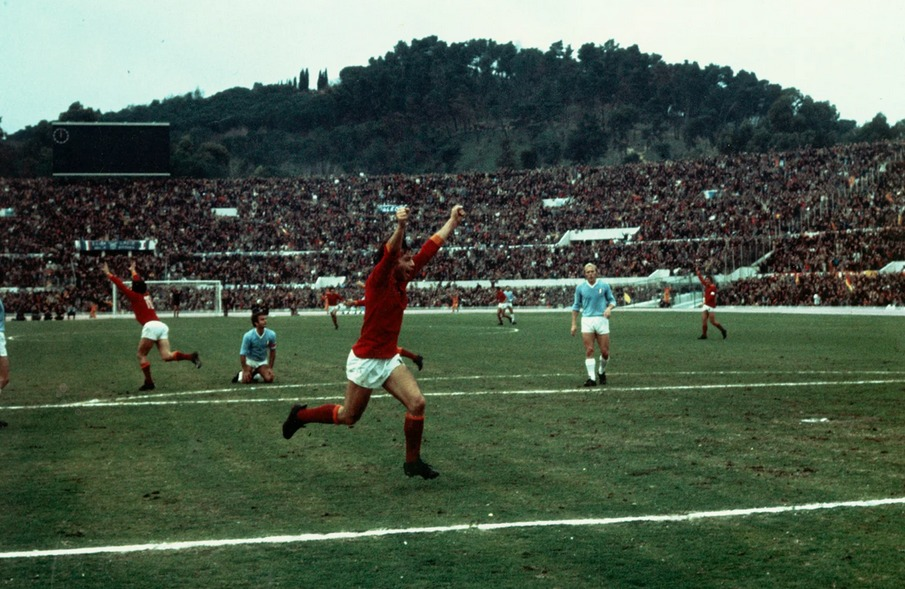
Spielszene aus dem Derby della Capitale von 1974.

Die AS spielte weiterhin also stets erstklassig, Lazio stieg dagegen mehrfach in die Serie B ab. Aufeinandertreffen fanden nur im Pokal statt, wobei Lazio hier gewann. Als folgender Aufsteiger verpasste man 1972/73 knapp die Meisterschaft am letzten Spieltag, die man 1973/74 holte. Es verstarb der Meistertrainer Tommaso Maestrelli und Spieler Luciano Re Cecconi, was Lazio nach hinten warf und zur Abwanderung von Spielern beitrug.
Es folgte  1979/80 der Zwangsabstieg. In jener Saison kam es beim Derby della Capitale zu einem Todesfall. Der 33-jährige Lazio-Fan Vincenzo Paparelli, der das Stadion mit seiner Frau besuchte, wurde bei der Begegnung am 28. Oktober 1979 von einer Signalrakete direkt in sein linkes Auge getroffen und starb. Das Geschoss wurde von der anderen Seite des Stadions aus einem Block der Roma-Anhänger abgeschossen. Paparelli war nach Giuseppe Plaitano 1963 das zweite Todesopfer im italienischen Fußball. Er hinterließ Frau und zwei Kinder.
Gleichzeitig zu Lazios Misserfolg, gewann die AS Roma zweimal die Coppa Italia in 1980 und 1981 und spielte im darauffolgenden Jahr im Europapokal der Pokalsieger. 1982/83 holte die AS Roma die Meisterschaft, gleichzeitig stieg Lazio wieder auf. Es folgte ein freundschaftliches Derby das diesen Namen trug, da man sich über Jahre nicht gegenseitig direkt konfrontierte. Die Roma verpasste im heimischen Olympiastadion den Finalsieg des Europapokals der Landesmeister 1983/84. Man gewann jedoch erneut den Landespokal 1984 und nahm am entsprechenden Europapokal 1984/85 teil.
Beide Derbys der Saison 84/85 waren von einem Mangel an Fair Play gekennzeichnet, das Rückspiel endete in einer Schlägerei. Lazio stieg erneut ab und vermied erst in entscheidenden Relegationsspielen der folgenden Serie B 1985/86 den Abstieg in die Serie C1, nachdem man einen Punktabzug auferlegt bekam. Die AS Roma gewann dagegen erneut die Coppa Italia 1985/86.

### Jüngere Vergangenheit
Ende der 1980er Jahre standen die Roma-Ultras dennoch im Schatten der Lazio-Ultras, die in dieser Zweitligazeit zahlenmäßig anwuchsen und teils zu mehreren 10.000 in fremde Stadien pilgerten. Der Unterschied der Anhängerschaft beider Vereine verstärkte sich insbesondere ab dem Aufstieg 87/88 und der 1987 gegründeten, größeren Irriducibili Lazio. Diese griffen auch auf englische Fangesänge zurück und reduzierten das typisch italienische Trommeln, was zur Auflösung der vorherig zahlenmäßig stärksten Ultras, den Eagles Supporters, mit beitrug.
In der Aufstiegssaison 88/89 debütierte der gebürtige Römer Paolo Di Canio. Obwohl er aus „Municipio V“ kam, einem typischen Gebiet von Roma-Anhängern, war er Lazio-Fan und entwickelte sich nicht nur zum Stammspieler, sondern traf entscheidend im Derbysieg, wodurch Lazio die Liga hielt.
Der von der AS betonte Bezug zum alten Stadion im Stadtteil Testaccio wurde von Lazio Fans häufig polemisch ausgeschlachtet, nachdem dieser Stadtteil in der Nachkriegszeit den Charakter als Arbeiterviertel verlor, die er zuvor hatte und einen Strukturwandel hin zum Künstlerviertel und anschließende Zuwanderung erlebte, während der Stadtteil von Lazio diesen Abstieg nicht erlebte. Dadurch wurde AS-Fans und der Südkurve eine angebliche Nähe zum „Ghetto“ nahegelegt.
1998/1999 zeigte man im Stadion Aufschriften wie Auschwitz la vostra patria, i forni le vostre case! („Auschwitz ist eure Heimat, die Öfen euer Zuhause!“). Dabei wird insbesondere auch auf Sportfunktionäre der AS Rom Bezug genommen, die sich von rechtem Gedankengut distanzierten und die Vermarktung preisen.
2000 gewann Lazio ihre zweite Meisterschaft, die durch den Rückspielsieg im Derby della Capitale begleitet wurde. Juventus Turin hatte zu dieser Zeit noch neun Punkte Vorsprung.
2001 verunglimpfte man die AS Rom auf Spruchbannern, wegen ihrer dunkelhäutigen Spieler wie Cafu, Aldair, Jonathan Zebina und Emerson als Squadra de negri („Neger-Mannschaft“). Nachdem jene Roma 2001 die erste Meisterschaft nach 1983 gewonnen hatte, waren in der Fankurve der Biancocelesti während des Derbys Plakate mit der Aufschrift Roma è merda („Roma ist Scheiße“) zu sehen.
Das Stadtderby vom 21. März 2004 musste in der vierten Minute der zweiten Halbzeit beim Stand von 0:0 abgebrochen werden. Im Stadion hatte sich das Gerücht verbreitet, dass ein Junge vor dem Stadion von einem Polizeiwagen überfahren und getötet worden war. Hinter dem Stadion war ein mit weißer Plane verdeckter Körper zu sehen. Daraufhin stürmten drei Roma-Fans den Platz. Sie diskutierten mit den beiden Mannschaftskapitänen Francesco Totti (Roma) und Siniša Mihajlović (Lazio) und verlangten den Abbruch der Partie. Über Lautsprecher versuchte man die Situation zu klären und die Stadionbesucher zu beruhigen, dies gelang aber nicht. Nach einer Unterbrechung von 20 Minuten und einem Telefonat zwischen Schiedsrichter Roberto Rosetti und Ligapräsident Adriano Galliani wurde das Spiel abgebrochen. Nach dem Abbruch lieferten sich Fans mit der Polizei im und außerhalb des Olympiastadions gewalttätige Auseinandersetzungen. Es gab 13 Festnahmen und 176 Verletzte (155 Polizisten und 21 Randalierer). Einen Monat später wurde das Spiel wiederholt und endete 1:1-Unentschieden, ohne zusätzliche Ereignisse.
Zur Saison 2004/05 wechselte der frühere Lazio-Mannschaftskapitän Di Canio zurück und traf beim Derby am 6. Januar 2005 entscheidend. Nach Spielende lief er in die Curva Sud zu den Roma-Anhängern und zeigte ihnen mit drei Fingern die 3:1-Niederlage an, was provozierend aufgenommen wurde. Anschließend ging er in die heimische Curva Nord und zeigte triumphierend den Saluto romano (deutsch Römischer Gruß, der dem Hitlergruß ähnelt). Dies ist in Italien per Gesetz verboten und fällt unter den Straftatbestand der Verherrlichung des Faschismus. Für Di Canio sei der Kontext der Stolz auf das alte Rom, während das zeitgenössische sich von kriminellen Migranten die Heimat nehmen lassen würde und bei Tatenlosigkeit als zeitnah islamisiert sieht. Der italienische Fußballverband FIGC verurteilte den Spieler zu einer Geldstrafe von 10.000 Euro und einem Spiel Sperre. Der Gruß wurde in Livorno im Dezember wiederholt und sei ein Zeichen, sich von Strafen in seiner Äußerung nicht beeinflussen zu lassen.
Die AS Rom-Fans zogen am 29. Januar 2006 nach. Bei dem Ligaspiel zwischen der AS Rom und dem FC Livorno (3:0) stand auf einem Spruchband „Lazio und Livorno – dieselben Initialen, derselbe Ofen“. Livorno galt als Gründungsort der Partito Comunista Italiano.
Das Rückspiel des Derbys aus der vorherigen Saison wurde von den Fans beider Seiten als Veräpplung betrachtet, da beide Seiten nichts am Spielstand von 0:0 machten. Beide Fanlager pfiffen beide Mannschaften aus. Das Spiel aus dem Oktober 2005 endete 1:1 und wurde von einem Münzwurf überschattet, der Schiedsrichter Gianluca Paparesta traf.

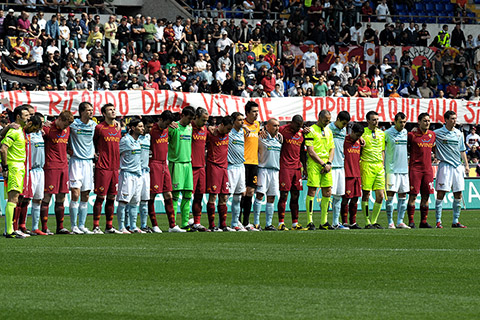
Spieler beider Mannschaften bei einer Schweigeminute für die Opfer des Erdbebens von L’Aquila vor dem Derby am 11. April 2009

Die Coppa Italia 2012/13 zeigte ein Novum bei den Derbys. Noch nie trafen beide Mannschaften am Ende einer Finalrunde aufeinander. Das Spiel im Olympiastadion von Rom endete 0:1 aus Sicht der AS Rom, Lazio gewann seinen sechsten Titel.
2017 wurde die Lazio-Kurve wegen Rassismus gesperrt, sodass die Fans alternativ in den eigentlichen Roma-Bereich gelangten, wo anschließend Anne-Frank-Aufkleber im Dress der Roma präsentiert wurden, was in einer folgenden, kommerziellen Kampagne der Serie A angeprangert wurde. Nach dem Derbysieg von Lazio wurden Schaufensterpuppen mit Spielertrikots der Roma-Mannschaft am Kolosseum aufgehängt. Die Bürgermeisterin Virginia Raggi prangerte dies an und forderte Solidarität mit allen bedrohten Menschen.
In der Saison 2022/23 gewann mit Lazio erstmals seit sieben Jahren eine Mannschaft beide Derbies. Im Rahmen des Rückspiels kam es zu einer Auseinandersetzung zwischen José Mourinho und Claudio Lotito, dem Präsidenten von Lazio Rom.

### Sonstiges
Das erste Aufeinandertreffen der beiden Clubs fand am 8. Dezember 1929 in der Serie A statt. Das Spiel im Stadio della Rondinella entschied Rodolfo Volk der Giallorossi in der 73. Minute mit seinem Tor zum 0:1. Lazio musste bis zum 23. Oktober 1932 auf den ersten Derbysieg in einem Wettbewerbsspiel warten. Das Heimspiel im Stadio Nazionale del PNF in der Erstligasaison 1932/33 endete mit einem 2:1. Den höchsten Sieg in einem Derby feierte die AS Rom mit einem 5:0-Heimsieg am 1. November 1933. Die meisten Tore in einem Spiel erzielte Vincenzo Montella, der mit vier Toren am 10. März 2002 der Roma zum 1:5-Sieg verhalf. Es ist der höchste Auswärtssieg in der Derbygeschichte. Im Derby vom 11. März 1934 lag Lazio im Heimspiel schon nach 15 Minuten mit 0:3 zurück. Durch drei Tore von Alejandro Demaría (31., 42. und 83. Minute) erreichte Lazio noch ein Unentschieden.
Das Ligaduell am 11. März 1956 musste wegen starker Schneefälle abgesagt werden. Dies hatte bis dahin noch nicht gegeben. Das Heimspiel von Lazio Rom wurde für den 4. April neu angesetzt und sah bei strahlendem Sonnenschein einen 1:0-Sieg der Heimmannschaft. Der Schwede Arne Selmosson ist der einzige Spieler, der für beide Mannschaften in einem Derby ein Tor erzielte. Er spielte von 1955 bis 1958 für die Biancocelesti, danach lief er bis 1961 für die Roma auf. Die längste Siegesserie in der Liga erreichte die AS Rom in fünf Partien vom 30. November 1958 bis zum 13. November 1960. Darüber hinaus mussten sie in den Spielen nur ein Gegentor hinnehmen. Vom 2. Dezember 1990 bis zum 24. Oktober 1993 gab es in sieben Partien keinen Sieger. Sechsmal hieß der Endstand 1:1.
Die erfolgreichsten Derbytorschützen sind der Brasilianer Dino da Costa und der gebürtige Römer Francesco Totti, die jeweils elf Tore für die AS Rom erzielten. Dino da Costa erzielte neun Tore in der Serie A und zwei in der Coppa Italia. Francesco Totti erzielte alle elf Treffer in der Serie A. Totti, der im Sommer 2017 seine Karriere beendete, ist mit 44 Einsätzen auch der Rekordspieler des Derbys. Seinen letzten Einsatz beim Stadtderby hatte Totti am 30. April 2017, als er in der 73. Minute für Daniele De Rossi eingewechselt wurde.

## Statistik

### Titelvergleich
| AS Rom                                                 | Wettbewerb                  | Lazio Rom                                  |
| National                                               |                             |                                            |
| 3 1942, 1983, 2001                                     | Italienische Meisterschaft  | 2 1974, 2000                               |
| 9 1964, 1969, 1980, 1981, 1984, 1986, 1991, 2007, 2008 | Italienischer Pokal         | 7 1958, 1998, 2000, 2004, 2009, 2013, 2019 |
| 2 2001, 2007                                           | Italienischer Supercup      | 5 1998, 2000, 2009, 2017, 2019             |
| International                                          |                             |                                            |
| –                                                      | Europapokal der Pokalsieger | 1 1999                                     |
| 1 2022                                                 | UEFA Conference League      | –                                          |
| –                                                      | UEFA Super Cup              | 1 1999                                     |

### Bilanz
| Wettbewerb              | Spiele | Siege AS Rom | Remis | Siege Lazio Rom | Tordifferenz |
| ----------------------- | ------ | ------------ | ----- | --------------- | ------------ |
| Meisterschaft (Serie A) | 164    | 59           | 62    | 43              | 204:159      |
| Pokal                   | 21     | 10           | 3     | 8               | 24:22        |
| Gesamt (Pflichtspiele)  | 185    | 69           | 65    | 51              | 227:180      |
| Stand: 13. April 2025   |        |              |       |                 |              |

### Rekordspieler
Stand: Saisonende 2024/25; Anmerkung: Fettgedruckte Spieler sind noch aktiv

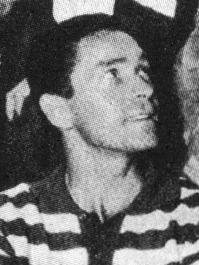
Dino da Costa (AS Rom)

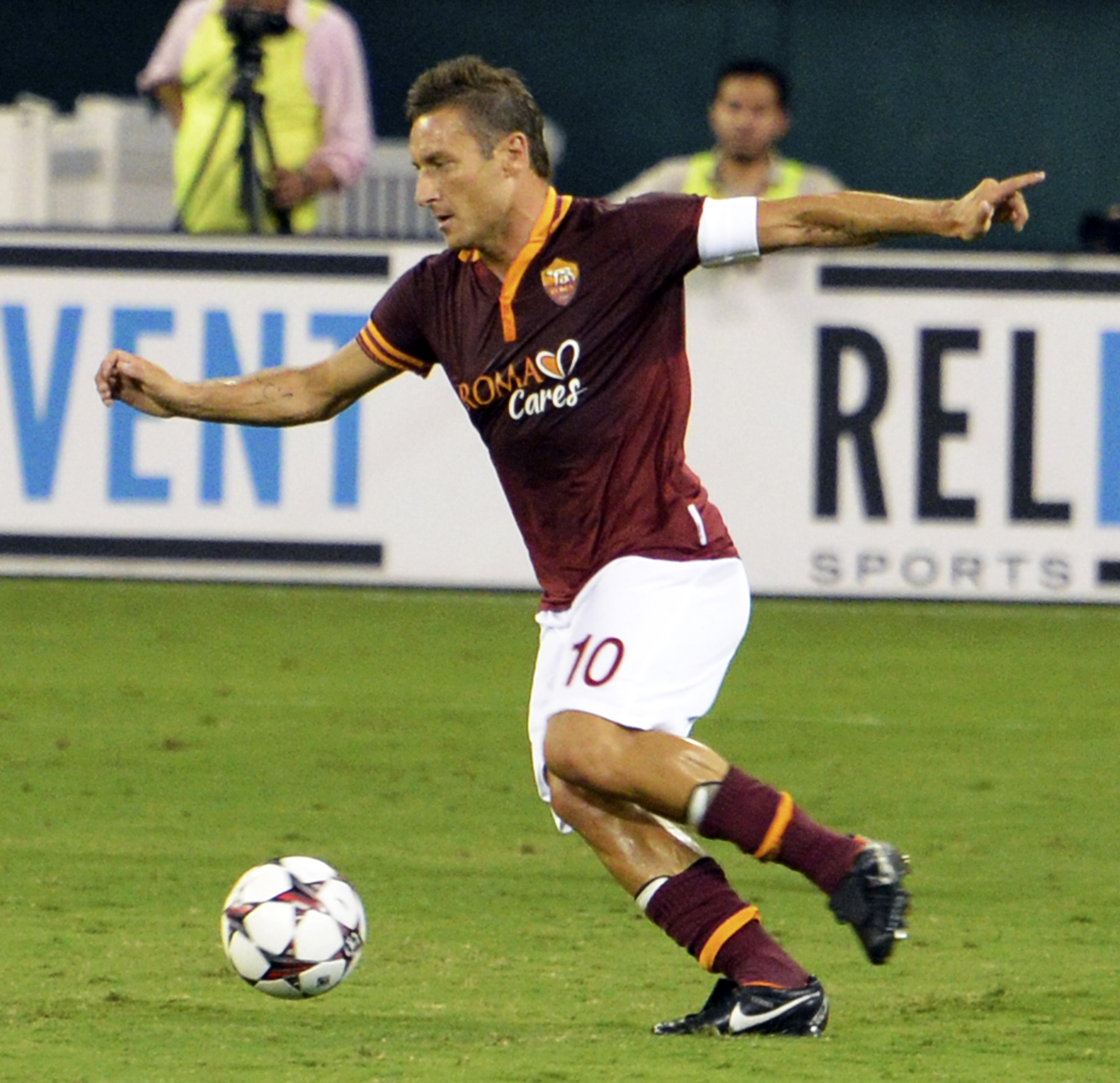
Francesco Totti (AS Rom)

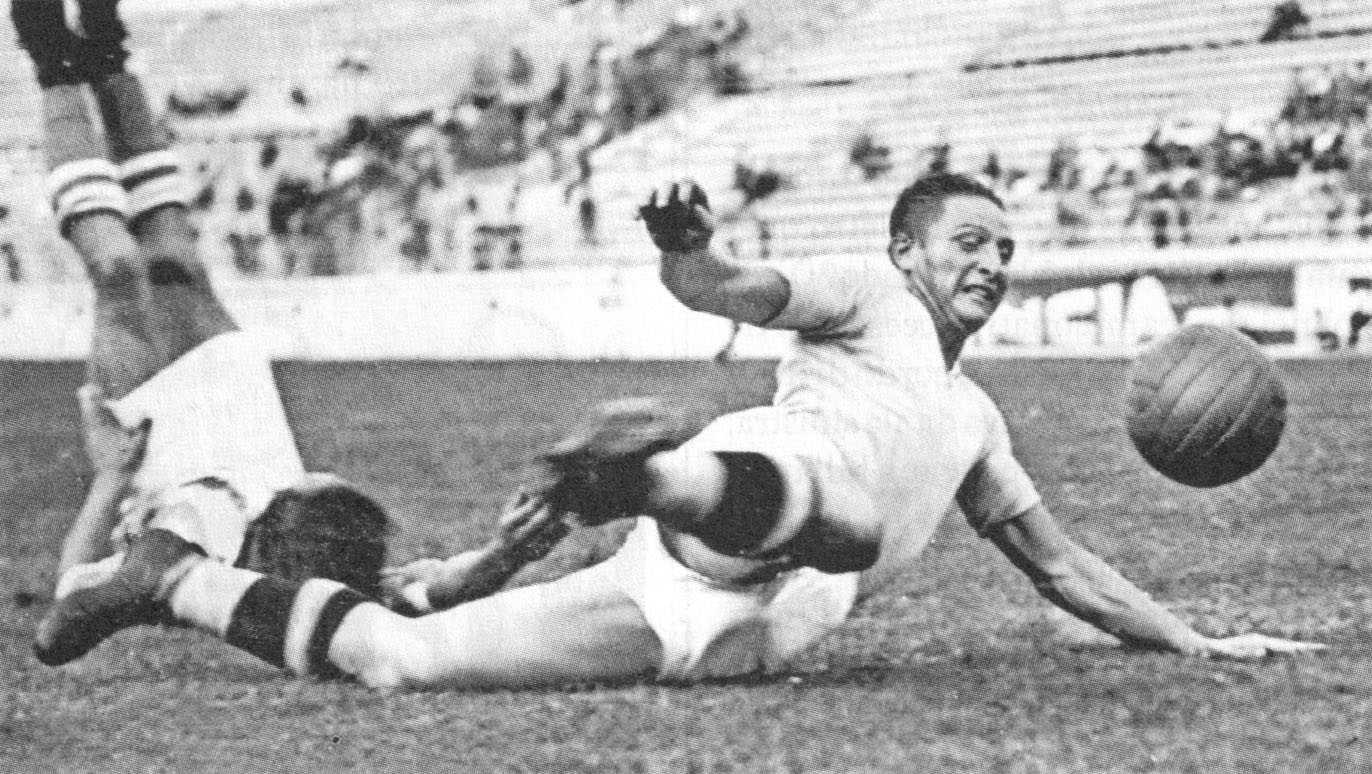
Silvio Piola (Lazio Rom)

#### Torschützen
Folgende Liste zeigt Spieler, die in Pflichtspielen des Derby della Capitale mindestens fünf Tore erzielten.
| Rang | Nat.              | Spieler           | Verein           | Tore |
| ---- | ----------------- | ----------------- | ---------------- | ---- |
| 1    | Brasilien Italien | Dino da Costa     | AS Rom           | 11   |
| 1    | Italien           | Francesco Totti   | AS Rom           | 11   |
| 2    | Italien           | Marco Delvecchio  | AS Rom           | 9    |
| 3    | Italien           | Vincenzo Montella | AS Rom           | 8    |
| 4    | Italien           | Rodolfo Volk      | AS Rom           | 7    |
| 4    | Italien           | Silvio Piola      | Lazio Rom        | 7    |
| 5    | Italien           | Ciro Immobile     | Lazio Rom        | 6    |
| 5    | Italien           | Amedeo Amadei     | AS Rom           | 6    |
| 6    | Argentinien       | Pedro Manfredini  | AS Rom           | 5    |
| 6    | Schweden          | Arne Selmosson    | Lazio Rom AS Rom | 5    |
| 6    | Italien           | Tommaso Rocchi    | Lazio Rom        | 5    |
| 6    | Brasilien Italien | Alejandro Demaría | Lazio Rom        | 5    |
| 6    | Italien           | Giorgio Chinaglia | Lazio Rom        | 5    |

#### Einsätze
Folgende Liste zeigt Spieler, die in Pflichtspielen des Derby della Capitale mindestens zwanzig Einsätze absolvierten.
| Rang | Nat.      | Spieler          | Verein           | Einsätze |
| ---- | --------- | ---------------- | ---------------- | -------- |
| 1    | Italien   | Francesco Totti  | AS Rom           | 44       |
| 2    | Italien   | Daniele De Rossi | AS Rom           | 31       |
| 3    | Italien   | Sergio Santarini | AS Rom           | 25       |
| 4    | Italien   | Guido Masetti    | AS Rom           | 24       |
| 5    | Italien   | Giuseppe Wilson  | Lazio Rom        | 23       |
| 5    | Italien   | Franco Cordova   | AS Rom Lazio Rom | 23       |
| 6    | Brasilien | Aldair           | AS Rom           | 22       |
| 7    | Italien   | Giuseppe Favalli | Lazio Rom        | 21       |
| 8    | Italien   | Paolo Negro      | Lazio Rom        | 20       |
| 8    | Italien   | Aldo Puccinelli  | Lazio Rom        | 20       |

## Übersicht der Pflichtspiele
Folgende Tabelle listet in chronologischer Reihenfolge alle Pflichtspiele zwischen den beiden Vereinen auf.
| Nr. | Datum          | Wettbewerb                                               | Heim      | Gast      | Ergebnis        | Austragungsort           |
| --- | -------------- | -------------------------------------------------------- | --------- | --------- | --------------- | ------------------------ |
| 1   | 8. Dez. 1929   | Serie A 1929/30                                          | Lazio Rom | AS Rom    | 0:1 (0:0)       | Stadio della Rondinella  |
| 2   | 4. Mai 1930    | Serie A 1929/30                                          | AS Rom    | Lazio Rom | 3:1 (2:1)       | Campo Testaccio          |
| 3   | 7. Dez. 1930   | Serie A 1930/31                                          | AS Rom    | Lazio Rom | 1:1 (0:1)       | Campo Testaccio          |
| 4   | 24. Mai 1931   | Serie A 1930/31                                          | Lazio Rom | AS Rom    | 2:2 (1:0)       | Stadio Nazionale del PNF |
| 5   | 6. Dez. 1931   | Serie A 1931/32                                          | AS Rom    | Lazio Rom | 2:0 (0:0)       | Campo Testaccio          |
| 6   | 1. Mai 1932    | Serie A 1931/32                                          | Lazio Rom | AS Rom    | 1:4 (1:1)       | Stadio Nazionale del PNF |
| 7   | 23. Okt. 1932  | Serie A 1932/33                                          | Lazio Rom | AS Rom    | 2:1 (1:1)       | Stadio Nazionale del PNF |
| 8   | 26. Mär. 1933  | Serie A 1932/33                                          | AS Rom    | Lazio Rom | 3:1 (1:0)       | Campo Testaccio          |
| 9   | 1. Nov. 1933   | Serie A 1933/34                                          | AS Rom    | Lazio Rom | 5:0 (2:0)       | Campo Testaccio          |
| 10  | 11. Mär. 1934  | Serie A 1933/34                                          | Lazio Rom | AS Rom    | 3:3 (2:3)       | Stadio Nazionale del PNF |
| 11  | 18. Nov. 1934  | Serie A 1934/35                                          | AS Rom    | Lazio Rom | 1:1 (0:0)       | Campo Testaccio          |
| 12  | 31. Mär. 1935  | Serie A 1934/35                                          | Lazio Rom | AS Rom    | 0:0             | Stadio Nazionale del PNF |
| 13  | 13. Okt. 1935  | Serie A 1935/36                                          | Lazio Rom | AS Rom    | 0:1 (0:0)       | Stadio Nazionale del PNF |
| 14  | 16. Jan. 1936  | Coppa Italia 1935/36 (Achtelfinale)                      | Lazio Rom | AS Rom    | 2:1 (2:0)       | Stadio Nazionale del PNF |
| 15  | 16. Feb. 1936  | Serie A 1935/36                                          | AS Rom    | Lazio Rom | 1:0 (0:0)       | Campo Testaccio          |
| 16  | 18. Okt. 1936  | Serie A 1936/37                                          | AS Rom    | Lazio Rom | 3:1 (1:1)       | Campo Testaccio          |
| 17  | 21. Feb. 1937  | Serie A 1936/37                                          | Lazio Rom | AS Rom    | 0:1 (0:0)       | Stadio Nazionale del PNF |
| 18  | 3. Okt. 1937   | Serie A 1937/38                                          | Lazio Rom | AS Rom    | 1:1 (1:0)       | Stadio Nazionale del PNF |
| 19  | 6. Feb. 1938   | Serie A 1937/38                                          | AS Rom    | Lazio Rom | 2:1 (1:1)       | Campo Testaccio          |
| 20  | 15. Jan. 1939  | Serie A 1938/39                                          | AS Rom    | Lazio Rom | 0:2 (0:2)       | Campo Testaccio          |
| 21  | 21. Mai 1939   | Serie A 1938/39                                          | Lazio Rom | AS Rom    | 1:3 (1:3)       | Stadio Nazionale del PNF |
| 22  | 7. Jan. 1940   | Serie A 1939/40                                          | AS Rom    | Lazio Rom | 1:0 (1:0)       | Campo Testaccio          |
| 23  | 26. Mai 1939   | Serie A 1939/40                                          | Lazio Rom | AS Rom    | 1:0 (1:0)       | Stadio Nazionale del PNF |
| 24  | 24. Nov. 1940  | Serie A 1940/41                                          | AS Rom    | Lazio Rom | 1:1 (0:1)       | Stadio Nazionale del PNF |
| 25  | 16. Mär. 1941  | Serie A 1940/41                                          | Lazio Rom | AS Rom    | 2:0 (1:0)       | Stadio Nazionale del PNF |
| 26  | 11. Jan. 1942  | Serie A 1941/42                                          | AS Rom    | Lazio Rom | 2:1 (1:1)       | Stadio Nazionale del PNF |
| 27  | 24. Mai 1942   | Serie A 1941/42                                          | Lazio Rom | AS Rom    | 1:1 (0:1)       | Stadio Nazionale del PNF |
| 28  | 22. Nov. 1942  | Serie A 1942/43                                          | Lazio Rom | AS Rom    | 3:1 (1:0)       | Stadio Nazionale del PNF |
| 29  | 7. Mär. 1943   | Serie A 1942/43                                          | AS Rom    | Lazio Rom | 1:0 (1:0)       | Stadio Nazionale del PNF |
| 30  | 15. Mai 1943   | Coppa Italia 1942/43 (Viertelfinale)                     | AS Rom    | Lazio Rom | 2:1 (1:0)       | Stadio Nazionale del PNF |
| 31  | 23. Dez. 1945  | Meisterschaft 1945/46                                    | Lazio Rom | AS Rom    | 1:2 (0:1)       | Stadio Nazionale         |
| 32  | 24. Mär. 1946  | Meisterschaft 1945/46                                    | AS Rom    | Lazio Rom | 0:1 (0:1)       | Stadio Nazionale         |
| 33  | 6. Okt. 1946   | Serie A 1946/47                                          | AS Rom    | Lazio Rom | 3:0 (1:0)       | Stadio Nazionale         |
| 34  | 2. Mär. 1947   | Serie A 1946/47                                          | Lazio Rom | AS Rom    | 0:0             | Stadio Nazionale         |
| 35  | 16. Nov. 1947  | Serie A 1947/48                                          | Lazio Rom | AS Rom    | 0:1 (0:1)       | Stadio Nazionale         |
| 36  | 21. Apr. 1948  | Serie A 1947/48                                          | AS Rom    | Lazio Rom | 0:2 (0:0)       | Stadio Nazionale         |
| 37  | 17. Okt. 1948  | Serie A 1948/49                                          | AS Rom    | Lazio Rom | 1:1 (1:0)       | Stadio Nazionale         |
| 38  | 6. Feb. 1949   | Serie A 1948/49                                          | Lazio Rom | AS Rom    | 0:0             | Stadio Nazionale         |
| 39  | 16. Nov. 1949  | Serie A 1949/50                                          | Lazio Rom | AS Rom    | 3:1 (2:1)       | Stadio Torino            |
| 40  | 19. Feb. 1950  | Serie A 1949/50                                          | AS Rom    | Lazio Rom | 0:0             | Stadio Torino            |
| 41  | 15. Okt. 1950  | Serie A 1950/51                                          | AS Rom    | Lazio Rom | 0:1 (0:0)       | Stadio Torino            |
| 42  | 25. Feb. 1951  | Serie A 1950/51                                          | Lazio Rom | AS Rom    | 2:1 (2:0)       | Stadio Torino            |
| 43  | 16. Nov. 1952  | Serie A 1952/53                                          | Lazio Rom | AS Rom    | 1:0 (1:0)       | Stadio Torino            |
| 44  | 22. Mär. 1953  | Serie A 1952/53                                          | AS Rom    | Lazio Rom | 0:2 (0:0)       | Stadio Torino            |
| 45  | 29. Nov. 1953  | Serie A 1953/54                                          | AS Rom    | Lazio Rom | 1:1 (1:1)       | Stadio dei Centomila     |
| 46  | 18. Apr. 1954  | Serie A 1953/54                                          | Lazio Rom | AS Rom    | 1:2 (0:2)       | Stadio dei Centomila     |
| 47  | 17. Okt. 1954  | Serie A 1954/55                                          | Lazio Rom | AS Rom    | 1:1 (1:1)       | Stadio dei Centomila     |
| 48  | 6. Mär. 1955   | Serie A 1954/55                                          | AS Rom    | Lazio Rom | 1:3 (0:2)       | Stadio dei Centomila     |
| 49  | 16. Okt. 1955  | Serie A 1955/56                                          | AS Rom    | Lazio Rom | 0:0             | Stadio dei Centomila     |
| 50  | 4. Apr. 1956   | Serie A 1955/56                                          | Lazio Rom | AS Rom    | 1:0 (0:0)       | Stadio dei Centomila     |
| 51  | 14. Okt. 1956  | Serie A 1956/57                                          | Lazio Rom | AS Rom    | 0:3 (0:1)       | Stadio dei Centomila     |
| 52  | 3. Mär. 1957   | Serie A 1956/57                                          | AS Rom    | Lazio Rom | 2:2 (1:1)       | Stadio dei Centomila     |
| 53  | 27. Okt. 1957  | Serie A 1957/58                                          | AS Rom    | Lazio Rom | 3:0 (0:0)       | Stadio dei Centomila     |
| 54  | 16. Mär. 1958  | Serie A 1957/58                                          | Lazio Rom | AS Rom    | 2:1 (0:0)       | Stadio dei Centomila     |
| 55  | 21. Jun. 1958  | Coppa Italia 1958 (Gruppe 2, Hin- und Rückspiel)         | AS Rom    | Lazio Rom | 2:3 (1:1)       | Stadio dei Centomila     |
| 56  | 12. Jul. 1958  | Coppa Italia 1958 (Gruppe 2, Hin- und Rückspiel)         | Lazio Rom | AS Rom    | 1:1 (1:0)       | Stadio dei Centomila     |
| 57  | 30. Nov. 1958  | Serie A 1958/59                                          | Lazio Rom | AS Rom    | 1:3 (1:1)       | Stadio dei Centomila     |
| 58  | 12. Apr. 1959  | Serie A 1958/59                                          | AS Rom    | Lazio Rom | 3:0 (1:0)       | Stadio dei Centomila     |
| 59  | 18. Okt. 1959  | Serie A 1959/60                                          | AS Rom    | Lazio Rom | 3:0 (2:0)       | Stadio dei Centomila     |
| 60  | 6. Mär. 1960   | Serie A 1959/60                                          | Lazio Rom | AS Rom    | 0:1 (0:1)       | Stadio Olimpico          |
| 61  | 13. Nov. 1960  | Serie A 1960/61                                          | Lazio Rom | AS Rom    | 0:4 (0:3)       | Stadio Olimpico          |
| 62  | 19. Mär. 1961  | Serie A 1960/61                                          | AS Rom    | Lazio Rom | 1:2 (1:2)       | Stadio Olimpico          |
| 63  | 25. Apr. 1962  | Coppa Italia 1961/62 (Achtelfinale)                      | AS Rom    | Lazio Rom | 0:0 (6:4 i. E.) | Stadio Olimpico          |
| 64  | 6. Nov. 1963   | Serie A 1963/64                                          | AS Rom    | Lazio Rom | 0:0             | Stadio Olimpico          |
| 65  | 23. Feb. 1964  | Serie A 1963/64                                          | Lazio Rom | AS Rom    | 1:1 (1:0)       | Stadio Olimpico          |
| 66  | 15. Nov. 1964  | Serie A 1964/65                                          | Lazio Rom | AS Rom    | 0:0             | Stadio Olimpico          |
| 67  | 26. Mär. 1965  | Serie A 1964/65                                          | AS Rom    | Lazio Rom | 0:0             | Stadio Olimpico          |
| 68  | 10. Okt. 1965  | Serie A 1965/66                                          | AS Rom    | Lazio Rom | 0:1 (0:1)       | Stadio Olimpico          |
| 69  | 27. Feb. 1966  | Serie A 1965/66                                          | Lazio Rom | AS Rom    | 0:0             | Stadio Olimpico          |
| 70  | 22. Okt. 1966  | Serie A 1966/67                                          | Lazio Rom | AS Rom    | 0:1 (0:1)       | Stadio Olimpico          |
| 71  | 5. Mär. 1967   | Serie A 1966/67                                          | AS Rom    | Lazio Rom | 0:0             | Stadio Olimpico          |
| 72  | 8. Sept. 1968  | Coppa Italia 1968/69 (Gruppe 6)                          | AS Rom    | Lazio Rom | 1:0 (0:0)       | Stadio Olimpico          |
| 73  | 7. Sept. 1969  | Coppa Italia 1969/70 (Gruppe 8)                          | Lazio Rom | AS Rom    | 0:2 (0:0)       | Stadio Olimpico          |
| 74  | 26. Okt. 1969  | Serie A 1969/70                                          | AS Rom    | Lazio Rom | 2:1 (0:0)       | Stadio Olimpico          |
| 75  | 1. Mär. 1970   | Serie A 1969/70                                          | Lazio Rom | AS Rom    | 1:1 (0:0)       | Stadio Olimpico          |
| 76  | 6. Sept. 1970  | Coppa Italia 1970/71 (Gruppe 8)                          | AS Rom    | Lazio Rom | 2:0 (1:0)       | Stadio Olimpico          |
| 77  | 15. Nov. 1970  | Serie A 1970/71                                          | Lazio Rom | AS Rom    | 1:1 (0:0)       | Stadio Olimpico          |
| 78  | 14. Mär. 1971  | Serie A 1970/71                                          | AS Rom    | Lazio Rom | 2:2 (1:1)       | Stadio Olimpico          |
| 79  | 29. Aug. 1971  | Coppa Italia 1971/72 (Gruppe 6)                          | Lazio Rom | AS Rom    | 1:0 (1:0)       | Stadio Olimpico          |
| 80  | 12. Nov. 1972  | Serie A 1972/73                                          | AS Rom    | Lazio Rom | 0:1 (0:1)       | Stadio Olimpico          |
| 81  | 11. Mär. 1973  | Serie A 1972/73                                          | Lazio Rom | AS Rom    | 2:0 (2:0)       | Stadio Olimpico          |
| 82  | 9. Sept. 1973  | Coppa Italia 1973/74 (Gruppe 2)                          | AS Rom    | Lazio Rom | 0:0             | Stadio Olimpico          |
| 83  | 9. Dez. 1973   | Serie A 1973/74                                          | Lazio Rom | AS Rom    | 2:1 (0:1)       | Stadio Olimpico          |
| 84  | 31. Mär. 1974  | Serie A 1973/74                                          | AS Rom    | Lazio Rom | 1:2 (1:0)       | Stadio Olimpico          |
| 85  | 22. Sept. 1974 | Coppa Italia 1974/75 (Gruppe 5)                          | Lazio Rom | AS Rom    | 0:1 (0:0)       | Stadio Olimpico          |
| 86  | 1. Dez. 1974   | Serie A 1974/75                                          | AS Rom    | Lazio Rom | 1:0 (1:0)       | Stadio Olimpico          |
| 87  | 23. Mär. 1975  | Serie A 1974/75                                          | Lazio Rom | AS Rom    | 0:1 (0:0)       | Stadio Olimpico          |
| 88  | 16. Nov. 1975  | Serie A 1975/76                                          | Lazio Rom | AS Rom    | 1:1 (0:0)       | Stadio Olimpico          |
| 89  | 14. Mär. 1976  | Serie A 1975/76                                          | AS Rom    | Lazio Rom | 0:0             | Stadio Olimpico          |
| 90  | 28. Sept. 1976 | Serie A 1976/77                                          | Lazio Rom | AS Rom    | 1:0 (1:0)       | Stadio Olimpico          |
| 91  | 27. Mär. 1977  | Serie A 1976/77                                          | AS Rom    | Lazio Rom | 1:0 (1:0)       | Stadio Olimpico          |
| 92  | 20. Nov. 1977  | Serie A 1977/78                                          | AS Rom    | Lazio Rom | 0:0             | Stadio Olimpico          |
| 93  | 19. Mär. 1978  | Serie A 1977/78                                          | Lazio Rom | AS Rom    | 1:1 (0:1)       | Stadio Olimpico          |
| 94  | 12. Nov. 1978  | Serie A 1978/79                                          | Lazio Rom | AS Rom    | 0:0             | Stadio Olimpico          |
| 95  | 18. Mär. 1979  | Serie A 1978/79                                          | AS Rom    | Lazio Rom | 1:2 (1:0)       | Stadio Olimpico          |
| 96  | 28. Okt. 1979  | Serie A 1979/80                                          | AS Rom    | Lazio Rom | 1:1 (1:1)       | Stadio Olimpico          |
| 97  | 2. Mär. 1980   | Serie A 1979/80                                          | Lazio Rom | AS Rom    | 1:2 (0:0)       | Stadio Olimpico          |
| 98  | 23. Okt. 1983  | Serie A 1983/84                                          | Lazio Rom | AS Rom    | 0:2 (0:1)       | Stadio Olimpico          |
| 99  | 26. Feb. 1984  | Serie A 1983/84                                          | AS Rom    | Lazio Rom | 2:2 (1:2)       | Stadio Olimpico          |
| 100 | 9. Sept. 1984  | Coppa Italia 1984/85 (Gruppe 3)                          | AS Rom    | Lazio Rom | 2:0 (0:0)       | Stadio Olimpico          |
| 101 | 11. Nov. 1984  | Serie A 1984/85                                          | AS Rom    | Lazio Rom | 0:0             | Stadio Olimpico          |
| 102 | 24. Mär. 1985  | Serie A 1984/85                                          | Lazio Rom | AS Rom    | 1:1 (0:0)       | Stadio Olimpico          |
| 103 | 15. Jan. 1989  | Serie A 1988/89                                          | Lazio Rom | AS Rom    | 1:0 (1:0)       | Stadio Olimpico          |
| 104 | 28. Mai 1989   | Serie A 1988/89                                          | AS Rom    | Lazio Rom | 0:0             | Stadio Olimpico          |
| 105 | 19. Nov. 1989  | Serie A 1989/90                                          | AS Rom    | Lazio Rom | 1:1 (0:0)       | Stadio Flaminio          |
| 106 | 18. Mär. 1990  | Serie A 1989/90                                          | Lazio Rom | AS Rom    | 0:1 (0:1)       | Stadio Flaminio          |
| 107 | 2. Dez. 1990   | Serie A 1990/91                                          | Lazio Rom | AS Rom    | 1:1 (0:1)       | Stadio Olimpico          |
| 108 | 6. Apr. 1991   | Serie A 1990/91                                          | AS Rom    | Lazio Rom | 1:1 (0:0)       | Stadio Olimpico          |
| 109 | 6. Okt. 1991   | Serie A 1991/92                                          | AS Rom    | Lazio Rom | 1:1 (0:0)       | Stadio Olimpico          |
| 110 | 1. Mär. 1992   | Serie A 1991/92                                          | Lazio Rom | AS Rom    | 1:1 (1:0)       | Stadio Olimpico          |
| 111 | 29. Nov. 1992  | Serie A 1992/93                                          | Lazio Rom | AS Rom    | 1:1 (0:1)       | Stadio Olimpico          |
| 112 | 18. Apr. 1993  | Serie A 1992/93                                          | AS Rom    | Lazio Rom | 0:0             | Stadio Olimpico          |
| 113 | 24. Okt. 1993  | Serie A 1993/94                                          | AS Rom    | Lazio Rom | 1:1 (1:0)       | Stadio Olimpico          |
| 114 | 6. Mär. 1994   | Serie A 1993/94                                          | Lazio Rom | AS Rom    | 1:0 (1:0)       | Stadio Olimpico          |
| 115 | 27. Nov. 1994  | Serie A 1994/95                                          | Lazio Rom | AS Rom    | 0:3 (0:2)       | Stadio Olimpico          |
| 116 | 23. Apr. 1995  | Serie A 1994/95                                          | AS Rom    | Lazio Rom | 0:2 (0:1)       | Stadio Olimpico          |
| 117 | 1. Okt. 1995   | Serie A 1995/96                                          | AS Rom    | Lazio Rom | 0:0             | Stadio Olimpico          |
| 118 | 18. Feb. 1996  | Serie A 1995/96                                          | Lazio Rom | AS Rom    | 1:0 (0:0)       | Stadio Olimpico          |
| 119 | 8. Dez. 1996   | Serie A 1996/97                                          | Lazio Rom | AS Rom    | 0:0             | Stadio Olimpico          |
| 120 | 4. Mai 1997    | Serie A 1996/97                                          | AS Rom    | Lazio Rom | 1:1 (1:0)       | Stadio Olimpico          |
| 121 | 2. Nov. 1997   | Serie A 1997/98                                          | AS Rom    | Lazio Rom | 1:3 (0:0)       | Stadio Olimpico          |
| 122 | 6. Jan. 1998   | Coppa Italia 1997/98 (Viertelfinale, Hin- und Rückspiel) | Lazio Rom | AS Rom    | 4:1 (2:1)       | Stadio Olimpico          |
| 123 | 21. Jan. 1998  | Coppa Italia 1997/98 (Viertelfinale, Hin- und Rückspiel) | AS Rom    | Lazio Rom | 1:2 (0:1)       | Stadio Olimpico          |
| 124 | 8. Mär. 1998   | Serie A 1997/98                                          | Lazio Rom | AS Rom    | 2:0 (0:0)       | Stadio Olimpico          |
| 125 | 29. Nov. 1998  | Serie A 1998/99                                          | Lazio Rom | AS Rom    | 3:3 (1:1)       | Stadio Olimpico          |
| 126 | 11. Apr. 1999  | Serie A 1998/99                                          | AS Rom    | Lazio Rom | 3:1 (2:0)       | Stadio Olimpico          |
| 127 | 21. Nov. 1999  | Serie A 1999/2000                                        | AS Rom    | Lazio Rom | 4:1 (4:0)       | Stadio Olimpico          |
| 128 | 25. Mär. 2000  | Serie A 1999/2000                                        | Lazio Rom | AS Rom    | 2:1 (2:1)       | Stadio Olimpico          |
| 129 | 17. Dez. 2000  | Serie A 2000/01                                          | Lazio Rom | AS Rom    | 0:1 (0:0)       | Stadio Olimpico          |
| 130 | 29. Apr. 2001  | Serie A 2000/01                                          | AS Rom    | Lazio Rom | 2:2 (0:0)       | Stadio Olimpico          |
| 131 | 27. Okt. 2001  | Serie A 2001/02                                          | AS Rom    | Lazio Rom | 2:0 (0:0)       | Stadio Olimpico          |
| 132 | 10. Mär. 2002  | Serie A 2001/02                                          | Lazio Rom | AS Rom    | 1:5 (0:3)       | Stadio Olimpico          |
| 133 | 27. Okt. 2002  | Serie A 2002/03                                          | Lazio Rom | AS Rom    | 2:2 (0:0)       | Stadio Olimpico          |
| 134 | 5. Febr. 2003  | Coppa Italia 2002/03 (Halbfinale, Hinspiel)              | Lazio Rom | AS Rom    | 1:2 (0:1)       | Stadio Olimpico          |
| 135 | 8. Mär. 2003   | Serie A 2002/03                                          | AS Rom    | Lazio Rom | 1:1 (0:1)       | Stadio Olimpico          |
| 136 | 16. Apr. 2003  | Coppa Italia 2002/03 (Halbfinale, Rückspiel)             | AS Rom    | Lazio Rom | 1:0 (0:0)       | Stadio Olimpico          |
| 137 | 9. Nov. 2003   | Serie A 2003/04                                          | AS Rom    | Lazio Rom | 2:0 (0:0)       | Stadio Olimpico          |
| 138 | 21. Apr. 2004  | Serie A 2003/04                                          | Lazio Rom | AS Rom    | 1:1 (1:0)       | Stadio Olimpico          |
| 139 | 6. Jan. 2005   | Serie A 2004/05                                          | Lazio Rom | AS Rom    | 3:1 (1:0)       | Stadio Olimpico          |
| 140 | 15. Mai 2005   | Serie A 2004/05                                          | AS Rom    | Lazio Rom | 0:0             | Stadio Olimpico          |
| 141 | 23. Okt. 2005  | Serie A 2005/06                                          | AS Rom    | Lazio Rom | 1:1 (1:0)       | Stadio Olimpico          |
| 142 | 26. Feb. 2006  | Serie A 2005/06                                          | Lazio Rom | AS Rom    | 0:2 (0:1)       | Stadio Olimpico          |
| 143 | 10. Dez. 2006  | Serie A 2006/07                                          | Lazio Rom | AS Rom    | 3:0 (1:0)       | Stadio Olimpico          |
| 144 | 29. Apr. 2007  | Serie A 2006/07                                          | AS Rom    | Lazio Rom | 0:0             | Stadio Olimpico          |
| 145 | 31. Okt. 2007  | Serie A 2007/08                                          | AS Rom    | Lazio Rom | 3:2 (2:1)       | Stadio Olimpico          |
| 146 | 19. Mär. 2008  | Serie A 2007/08                                          | Lazio Rom | AS Rom    | 3:2 (1:1)       | Stadio Olimpico          |
| 147 | 16. Nov. 2008  | Serie A 2008/09                                          | AS Rom    | Lazio Rom | 1:0 (0:0)       | Stadio Olimpico          |
| 148 | 11. Apr. 2009  | Serie A 2008/09                                          | Lazio Rom | AS Rom    | 4:2 (2:1)       | Stadio Olimpico          |
| 149 | 6. Dez. 2009   | Serie A 2009/10                                          | AS Rom    | Lazio Rom | 1:0 (0:0)       | Stadio Olimpico          |
| 150 | 18. Apr. 2010  | Serie A 2009/10                                          | Lazio Rom | AS Rom    | 1:2 (1:0)       | Stadio Olimpico          |
| 151 | 7. Nov. 2010   | Serie A 2010/11                                          | Lazio Rom | AS Rom    | 0:2 (0:0)       | Stadio Olimpico          |
| 152 | 19. Jan. 2011  | Coppa Italia 2010/11 (Achtelfinale)                      | AS Rom    | Lazio Rom | 2:1 (0:0)       | Stadio Olimpico          |
| 153 | 13. Mär. 2011  | Serie A 2010/11                                          | AS Rom    | Lazio Rom | 2:0 (0:0)       | Stadio Olimpico          |
| 154 | 16. Okt. 2011  | Serie A 2011/12                                          | Lazio Rom | AS Rom    | 2:1 (0:1)       | Stadio Olimpico          |
| 155 | 4. Mär. 2012   | Serie A 2011/12                                          | AS Rom    | Lazio Rom | 1:2 (1:1)       | Stadio Olimpico          |
| 156 | 11. Nov. 2012  | Serie A 2012/13                                          | Lazio Rom | AS Rom    | 3:2 (2:1)       | Stadio Olimpico          |
| 157 | 8. Apr. 2013   | Serie A 2012/13                                          | AS Rom    | Lazio Rom | 1:1 (0:1)       | Stadio Olimpico          |
| 158 | 26. Mai 2013   | Coppa Italia 2012/13 (Finale)                            | AS Rom    | Lazio Rom | 0:1 (0:0)       | Stadio Olimpico          |
| 159 | 22. Sept. 2013 | Serie A 2013/14                                          | AS Rom    | Lazio Rom | 2:0 (0:0)       | Stadio Olimpico          |
| 160 | 9. Feb. 2014   | Serie A 2013/14                                          | Lazio Rom | AS Rom    | 0:0             | Stadio Olimpico          |
| 161 | 11. Jan. 2015  | Serie A 2014/15                                          | AS Rom    | Lazio Rom | 2:2 (2:0)       | Stadio Olimpico          |
| 162 | 24. Mai 2015   | Serie A 2014/15                                          | Lazio Rom | AS Rom    | 1:2 (0:0)       | Stadio Olimpico          |
| 163 | 8. Nov. 2015   | Serie A 2015/16                                          | AS Rom    | Lazio Rom | 2:0 (1:0)       | Stadio Olimpico          |
| 164 | 3. Apr. 2016   | Serie A 2015/16                                          | Lazio Rom | AS Rom    | 1:4 (0:1)       | Stadio Olimpico          |
| 165 | 4. Dez. 2016   | Serie A 2016/17                                          | Lazio Rom | AS Rom    | 0:2 (0:0)       | Stadio Olimpico          |
| 166 | 1. März 2017   | Coppa Italia 2016/17 (Halbfinale, Hin- und Rückspiel)    | Lazio Rom | AS Rom    | 2:0 (1:0)       | Stadio Olimpico          |
| 167 | 4. Apr. 2017   | Coppa Italia 2016/17 (Halbfinale, Hin- und Rückspiel)    | AS Rom    | Lazio Rom | 3:2 (1:1)       | Stadio Olimpico          |
| 168 | 30. Apr. 2017  | Serie A 2016/17                                          | AS Rom    | Lazio Rom | 1:3 (1:1)       | Stadio Olimpico          |
| 169 | 18. Nov. 2017  | Serie A 2017/18                                          | AS Rom    | Lazio Rom | 2:1 (0:0)       | Stadio Olimpico          |
| 170 | 15. Apr. 2018  | Serie A 2017/18                                          | Lazio Rom | AS Rom    | 0:0             | Stadio Olimpico          |
| 171 | 29. Sept. 2018 | Serie A 2018/19                                          | AS Rom    | Lazio Rom | 3:1 (0:0)       | Stadio Olimpico          |
| 172 | 2. Mär. 2019   | Serie A 2018/19                                          | Lazio Rom | AS Rom    | 3:0 (1:0)       | Stadio Olimpico          |
| 173 | 1. Sept. 2019  | Serie A 2019/20                                          | Lazio Rom | AS Rom    | 1:1 (0:1)       | Stadio Olimpico          |
| 174 | 26. Jan. 2020  | Serie A 2019/20                                          | AS Rom    | Lazio Rom | 1:1 (1:1)       | Stadio Olimpico          |
| 175 | 15. Jan. 2021  | Serie A 2020/21                                          | Lazio Rom | AS Rom    | 3:0 (2:0)       | Stadio Olimpico          |
| 176 | 16. Mai 2021   | Serie A 2020/21                                          | AS Rom    | Lazio Rom | 2:0 (1:0)       | Stadio Olimpico          |
| 177 | 26. Sept. 2021 | Serie A 2021/22                                          | Lazio Rom | AS Rom    | 3:2 (2:1)       | Stadio Olimpico          |
| 178 | 20. Mär. 2022  | Serie A 2021/22                                          | AS Rom    | Lazio Rom | 3:0 (3:0)       | Stadio Olimpico          |
| 179 | 6. Nov. 2022   | Serie A 2022/23                                          | AS Rom    | Lazio Rom | 0:1 (0:1)       | Stadio Olimpico          |
| 180 | 19. Mär. 2023  | Serie A 2022/23                                          | Lazio Rom | AS Rom    | 1:0 (0:0)       | Stadio Olimpico          |
| 181 | 12. Nov. 2023  | Serie A 2023/24                                          | Lazio Rom | AS Rom    | 0:0 (0:0)       | Stadio Olimpico          |
| 182 | 10. Jan. 2024  | Coppa Italia 2023/24 (Viertelfinale)                     | Lazio Rom | AS Rom    | 1:0 (0:0)       | Stadio Olimpico          |
| 183 | 6. Apr. 2024   | Serie A 2023/24                                          | AS Rom    | Lazio Rom | 1:0 (1:0)       | Stadio Olimpico          |
| 184 | 5. Jan. 2025   | Serie A 2024/25                                          | AS Rom    | Lazio Rom | 2:0 (2:0)       | Stadio Olimpico          |
| 185 | 13. Apr. 2025  | Serie A 2024/25                                          | Lazio Rom | AS Rom    | 1:1 (0:0)       | Stadio Olimpico          |
| 186 | 21. Sept. 2025 | Serie A 2025/26                                          | Lazio Rom | AS Rom    |                 | Stadio Olimpico          |
| 187 | 17. Mai 2026   | Serie A 2025/26                                          | AS Rom    | Lazio Rom |                 | Stadio Olimpico          |

## Rezeption in Film und Fernsehen
Das Derby wurde beginnend mit den 1950er Jahren mehrfach innerhalb von Filmen und Fernsehserien rezipiert. Mal humoristisch, mal mit Bezug auf die Anhängerschaft und später auch als Drama mit direktem, zentralen Fanbezug und als Dokumentation. Auch wird es in Eat Pray Love nebenläufig in die Handlung aufgenommen.